# مسیه ۴۹
مسیه ۴۹(به انگلیسی: Messier 49) (یا NGC 4472) یک کهکشان بیضوی در فاصله ۴۹ میلیون سال نوری است که در صورت فلکی دوشیزه قرار دارد.  و توسط شارل مسیه و در سال  ۱۷۷۷ کشف شد. این کهکشان اولین عضو خوشه دوشیزه است که کشف شد.